# القتل السهل (رواية)
القتل السهل (بالإنجليزية: Murder Is Easy) هي رواية أدب بوليسي للكاتبة أغاثا كريستي، أصدرتها دار نشر كولنز كرايم كلاب لأول مرة في 5 يونيو عام 1939، ونشرتها في الولايات المتحدة شركة دود وميد في شهر سبتمبر من العام ذاته تحت عنوان القتل السهل (بالإنجليزية: Easy to Kill). تظهر شخصية الكاتبة كريستي المتكررة، المفوض باتل، ظهورًا قصيرًا في نهاية الرواية ولكنه لا يلعب دورًا في حل اللغز أو معرفة القاتل. بِيعت النسخة في المملكة المتحدة مقابل سبعة شلنات وستة بنسات، وفي الولايات المتحدة مقابل دولارين أمريكيين.

## ملخص الحبكة
يتشارك لوك فيتزويليام مقصورة القطار المتجه إلى لندن مع لافينا بينكرتون في أثناء عودته إلى إنجلترا بعد انتهاء عمله خارج البلاد في الشرطة. تُخبره عن سبب سفرها إلى سكوتلاند يارد آملةً بالحصول على تأييده، فهي تخطط للإبلاغ عن قاتل متسلسل في قريتها وتخبره من قُتل ومن سيُقتل قريبًا. قُتلت أيمي غيبس وتومي بيرس وهاري كارتر، وسيكون الدكتورد جون هامبلباي الضحية التالية. تُذكِّره هذه السيدة بعمته المفضلة، فيردّ عليها بأدب ويتذكر ما قالته.
في اليوم التالي، يقرأ لوك خبر وفاة السيدة بينكرتون، ثم خبر وفاة الدكتور هامبلباي الذي تُوفي بسبب إنتان الدم. لا يدع لوك هذه القضية وشأنها، ويسافر إلى قرية ويتشوود أندر آش. يدّعي في أثناء تحقيقه أنه كاتب يبحث عن معلومات لكتابه حول معتقدات السحر والخرافات. يبقى في منزل غوردون ويتفيلد، مدّعيًا أنه ابن عم بريدجيت كونوي، خطيبة ويتفيلد وابنة عم صديقه المقرّب. يتلقى هو وكونوي مساعدة هونوريا وينفليت، المرأة التي يعتقدان أنها تعرف الشخص المسؤول عن جرائم القتل. يتحدّث لوك مع سكان القرية ليتعرف على قصص الجرائم الفائتة، بمن فيهم المحامي أبوت الذي طرد تومي بيرس من خدمته، وواعظ القرية الكاهن ويك، والسيد إيلسورثي الذي يملك متجرًا للقطع الأثرية ويبدو غير مستقر عقليًا، والدكتور توماس، وهو شريك هامبلباي الأصغر سنًا. ينظر سكان القرية إلى الوفيات على أنها حوادث. توفيت أيمي غيبس بعد أن خلطت بين دواء السعال وطلاء القبعات في الظلام، وتوفي تومي بيرس جراء سقوطه عن سطح المكتبة في أثناء تنظيفه النوافذ، وسقط هاري كارتر من جسر عندما كان ثملًا وغرق في الوحل، أما هامبلباي، فقد توفي بسبب جرح تجرثم لاحقًا. يكتشف لوك أن السيدة ليديا هورتون كانت ضحية أخرى لتلك الحوادث، فقد كانت تتعافى من التهاب أمعاء حاد وتتماثل للشفاء قبل أن تنتكس فجأة وتموت.
يعتقد لوك أن إيلسورثي هو القاتل بسبب عدم استقراره العقلي، ويتعزز هذا الاعتقاد عندما يرى إيلسورثي عائدًا إلى منزله بيدين ملوثتين بالدماء. لاحقًا خلال ذلك اليوم، يشاهد لوك والسيدة وينفليت خصامًا بين ويتفيلد وسائقه ريفرز الذي أخذ سيارة ويتفيلد الرولز رويس في نزهة. يجد لوك ريفرز ميتًا جراء ضربه بحجر للزينة. يدرك لوك وبريدجيت أنهما واقعان في الحب، وتخبر بريدجيت غوردون بقرارها بإنهاء الخطبة. يصرّح غوردون في أثناء حديثه مع لوك تصريحًا غريبًا. يدّعي غوردون أن الله يقتل الناس الذين يتسببون بأذيته، محققًا العدالة الإلهية على المخطئين. يذكر ويتفيلد أن السيدة ذهورتون كانت قد تخاصمت معه، وقلده تومي بيرس بسخرية، وصرخ هاري كارتر في وجهه عندما كان ثملًا، وكانت أيمي غيبس تعامله بوقاحة، وعارضه هامبلباي بخصوص إمداد القرية بالماء، واستخدم ريفرز سيارته دون إذنه ثم خاطبه بقلة احترام؛ وسرعان ما ماتوا جميعًا بعد ذلك. يتوقع ويتفيلد أنّ لوك وبريدجيت سيلقيان حتفيهما قريبًا بعد أن ألحقا به الأذى.
يغير لوك رأيه حول هوية المسؤول عن جرائم القتل معتبرًا أن ويتفيلد هو القاتل. يستشير السيدة وينفليت التي تؤكد شكوكه وتخبره كيف عرفت أنه مجنون: عندما كانا أصغر سنًا، كان ويتفيلد ووينفليت مخطوبَين وينويان الزواج، ولكن قتل ويتفيلد في إحدى الليالي طائرها الأليف وبدا أنه كان مستمتعًا بفعل ذلك. أنهت بعد ذلك خطوبتهما.
يقرر لوك وبريدجيت أن تغادر بريدجيت ملكية ويتفيلد لتبقى في منزل هونوريا وينفليت. يجمع لوك أمتعتهما ويتحضر للمغادرة، بينما كانت بريدجيت وهونوريا تتنزهان في الغابة. تكشف هونوريا عن أنها هي القاتلة. قتلت هونوريا طائرها الأليف بعد أن عضها في أثناء خطوبتها من ويتفيلد، ما دفع غوردون إلى انهاء الخطبة. أقسمت أن تنتقم من غوردون، وقررت أن تلبسه جرائم لم يرتكبها. شجعته على الإيمان بأن الله انتقم على الفور من أولئك الذين قللوا من احترامه.